# Fenoarivo (Atsimo-Atsinanana)
Fenoarivo is een plaats en commune in het zuiden van Madagaskar, behorend tot het district Farafangana, dat gelegen is in de regio Atsimo-Atsinanana. Tijdens een volkstelling in 2001 telde de plaats 16.000 inwoners.
De plaats biedt naast lager onderwijs ook middelbaar onderwijs aan. 94,5 % van de bevolking werkt als landbouwer en 5 % houdt zich bezig met veeteelt. Het belangrijkste landbouwproduct is koffie; andere belangrijke producten zijn maniok, peper en rijst. Verder is 0,5 % actief in de dienstensector.